# Freescale 68HC08
A 68HC08, röviden HC08, 8 bites mikrovezérlők nagy családját jelenti, a Freescale Semiconductor gyártja, amely 2004-ben vált ki a Motorola cégből.

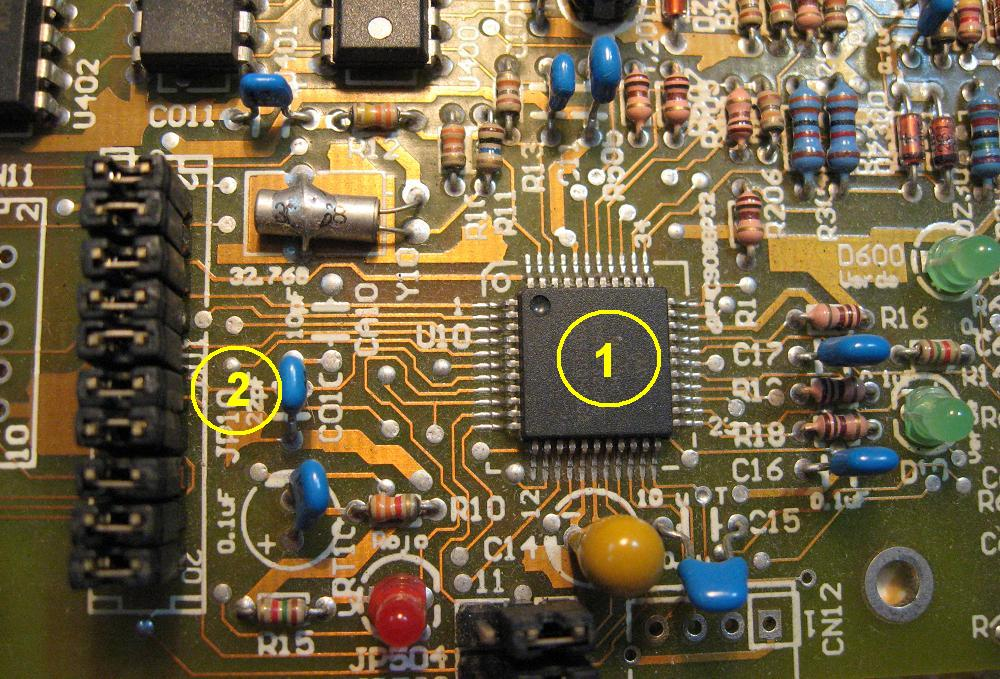
Egy beépített 68HC08GP32 mikrovezérlő

A HC08 processzorok teljes mértékben kódkompatibilisek elődjükkel, a Motorola 68HC05-tel. A Motorola processzorokhoz hasonlóan ezek is a Motorola 6800 örökségét hordozzák, felépítésük a Neumann-architektúrának felel meg, és memóriába leképzett ki-/bemeneti rendszerük van. Ennek a családnak összesen öt belső processzor-regisztere van: egy 8 bites A akkumulátora, egy 16 bites H:X indexregisztere, egy 16 bites SP veremmutatója, egy 16 bites PC programszámlálója és egy 8 bites CCR állapotregisztere (a CCR a condition code register, feltételkód-regiszter rövidítése). A H:X indexregiszter kvázi-16 bites, ugyanis a processzor néhány utasítása képes a bájtjainak független kezelésére. A HC08-as családba épített CPU típusra a CPU08 jelöléssel hivatkoznak.
A HC08-asok között processzorcsaládok tucatjai találhatók, mindegyik más és más különböző beágyazott alkalmazási terület céljaira készül. A tulajdonságok és képességek ezek között nagy változatosságot mutatnak, pl. a tokozás 8-tól 64 kivezetésig, vagy a kapcsolódási képesség az USB 1.1-től a LIN-ig terjedhet. A HC08 család egy tipikus általános célú eszköze pl. a M68HC908GP32 mikrovezérlő. A programozásra a Freescale saját CodeWarrior Development Studio termékének speciális kiadását ajánlja.
A Freescale RS08 mag a HC08 egyszerűsített, redukált eszközkészletű változata.
A Freescale HCS08 mag a változatlan processzormagokkal épített eszközök következő generációja.

## Fordítás
Ez a szócikk részben vagy egészben  a   Freescale 68HC08 című angol Wikipédia-szócikk ezen változatának fordításán alapul.  Az eredeti cikk szerkesztőit annak laptörténete sorolja fel. Ez a jelzés csupán a megfogalmazás eredetét és a szerzői jogokat jelzi, nem szolgál a cikkben szereplő információk forrásmegjelöléseként.